# Paris-Nice 1998
La 56e édition de la course cycliste par étapes Paris-Nice a eu lieu du 8 au 15 mars 1998. La victoire est revenue au jeune espoir belge Frank Vandenbroucke qui devance le triple vainqueur sortant Laurent Jalabert.

## Participants
Sur cette édition de Paris-Nice 143 coureurs participent divisés en 18 équipes : ONCE, Festina-Lotus, Mapei-Bricobi, Gan, Team Deutsche Telekom, Française des Jeux, Banesto, Saeco Macchine per Caffé, US Postal Service, Casino-AG2R, Rabobank, Team Polti, Cofidis, Lotto-Mobistar, Kelme-Costa Blanca, Riso Scotti-MG Maglificio, BigMat-Auber 93 et Mutuelle de Seine-et-Marne. L'épreuve est terminée par 121 coureurs.

## Étapes
| Étape     | Date    | Villes étapes                 | type                        | Distance (km) | Vainqueur d'étape   | Leader du classement général |
| --------- | ------- | ----------------------------- | --------------------------- | ------------- | ------------------- | ---------------------------- |
| 1re étape | 8 mars  | Suresnes – Paris              | contre-la-montre individuel | 10,2          | Frank Vandenbroucke | Frank Vandenbroucke          |
| 2e étape  | 9 mars  | Montereau-Fault-Yonne – Sens  |                             | 170,2         | David Etxebarria    | Frank Vandenbroucke          |
| 3e étape  | 10 mars | Sens – Nevers                 |                             | 195,8         | Tom Steels          | Frank Vandenbroucke          |
| 4e étape  | 11 mars | Nevers – Vichy                |                             | 194,5         | Tom Steels          | Frank Vandenbroucke          |
| 5e étape  | 12 mars | Cusset – col de la République |                             | 113           | Frank Vandenbroucke | Frank Vandenbroucke          |
| 6e étape  | 13 mars | Montélimar – Sisteron         |                             | 189           | Andreï Tchmil       | Frank Vandenbroucke          |
| 7e étape  | 14 mars | Sisteron – Cannes             |                             | 223           | Andreï Tchmil       | Frank Vandenbroucke          |
| 8e étape  | 15 mars | Nice – Nice                   |                             | 161,4         | Christophe Capelle  | Frank Vandenbroucke          |

### 1reétape
8-03-1998. Suresnes-Paris, 10,2 km.  (clm)
|   | Cycliste            | Équipe        | Temps       |
| - | ------------------- | ------------- | ----------- |
| 1 | Frank Vandenbroucke | Mapei-Bricobi | 12 min 31 s |
| 2 | Laurent Jalabert    | ONCE          | + 7 s       |
| 3 | Bruno Boscardin     | Festina-Lotus | + 19 s      |

### 2eétape
9-03-1998. Montereau-Sens 170,2 km.
|   | Cycliste            | Équipe        | Temps           |
| - | ------------------- | ------------- | --------------- |
| 1 | David Etxebarria    | ONCE          | 4 h 25 min 24 s |
| 2 | Lauri Aus           | Casino-AG2R   | + 2 s           |
| 3 | Frank Vandenbroucke | Mapei-Bricobi | + 5 s           |

### 3eétape
10-03-1998. Sens-Nevers 195,8 km.
|   | Cycliste            | Équipe                   | Temps           |
| - | ------------------- | ------------------------ | --------------- |
| 1 | Tom Steels          | Mapei-Bricobi            | 5 h 27 min 15 s |
| 2 | Frédéric Moncassin  | Gan                      | m.t.            |
| 3 | Gian Matteo Fagnini | Saeco Macchine per Caffé | m.t.            |

### 4eétape
11-03-1998. Nevers-Vichy, 194,5 km.
|   | Cycliste       | Équipe         | Temps           |
| - | -------------- | -------------- | --------------- |
| 1 | Tom Steels     | Mapei-Bricobi  | 5 h 08 min 43 s |
| 2 | Andreï Tchmil  | Lotto-Mobistar | m.t.            |
| 3 | Stuart O'Grady | Gan            | m.t."           |

### 5eétape
12-03-1998. Cusset-Col de la République, 113 km.
|   | Cycliste            | Équipe        | Temps           |
| - | ------------------- | ------------- | --------------- |
| 1 | Frank Vandenbroucke | Mapei-Bricobi | 2 h 42 min 08 s |
| 2 | Marcelino García    | ONCE          | + 2 s           |
| 3 | Alex Zülle          | Festina-Lotus | + 22 s          |

### 6eétape
13-03-1998. Montélimar-Sisteron, 189 km.
|   | Cycliste          | Équipe         | Temps           |
| - | ----------------- | -------------- | --------------- |
| 1 | Andreï Tchmil     | Lotto-Mobistar | 4 h 29 min 45 s |
| 2 | Francisco Mancebo | Banesto        | m.t.            |
| 3 | José Luis Arrieta | Banesto        | m.t.            |

### 7eétape
14-03-1998. Sisteron-Cannes, 223 km.
|   | Cycliste         | Équipe         | Temps           |
| - | ---------------- | -------------- | --------------- |
| 1 | Andreï Tchmil    | Lotto-Mobistar | 5 h 24 min 02 s |
| 2 | Stéphane Barthe  | Casino-AG2R    | m.t.            |
| 3 | Laurent Jalabert | ONCE           | m.t.            |

### 8eétape
15-03-1998. Nice-Nice, 161,4 km.
|   | Cycliste           | Équipe          | Temps           |
| - | ------------------ | --------------- | --------------- |
| 1 | Christophe Capelle | Cofidis         | 3 h 55 min 30 s |
| 2 | Tom Steels         | Mapei-Bricobi   | m.t.            |
| 3 | Jay Sweet          | BigMat-Auber 93 | m.t.            |

## Classement final
| #   | Cycliste            | Équipe             |    | Temps            |
| --- | ------------------- | ------------------ | -- | ---------------- |
| 1.  | Frank Vandenbroucke | Mapei-Bricobi      | en | 31 h 45 min 03 s |
| 2.  | Laurent Jalabert    | ONCE               | +  | 40 s             |
| 3.  | Marcelino García    | ONCE               |    | 48 s             |
| 4.  | Alex Zülle          | Festina            |    | 59 s             |
| 5.  | Rodolfo Massi       | Casino             |    | 1 min 11 s       |
| 6.  | Christophe Moreau   | Festina            |    | 1 min 14 s       |
| 7.  | Mikel Zarrabeitia   | ONCE               |    | 1 min 25 s       |
| 8.  | Laurent Dufaux      | Festina            |    | 1 min 29 s       |
| 9.  | Peter Luttenberger  | Rabobank           |    | 1 min 29 s       |
| 10. | Roberto Heras       | Kelme-Costa Blanca |    | 1 min 45 s       |